# Pfarrkirche Groß

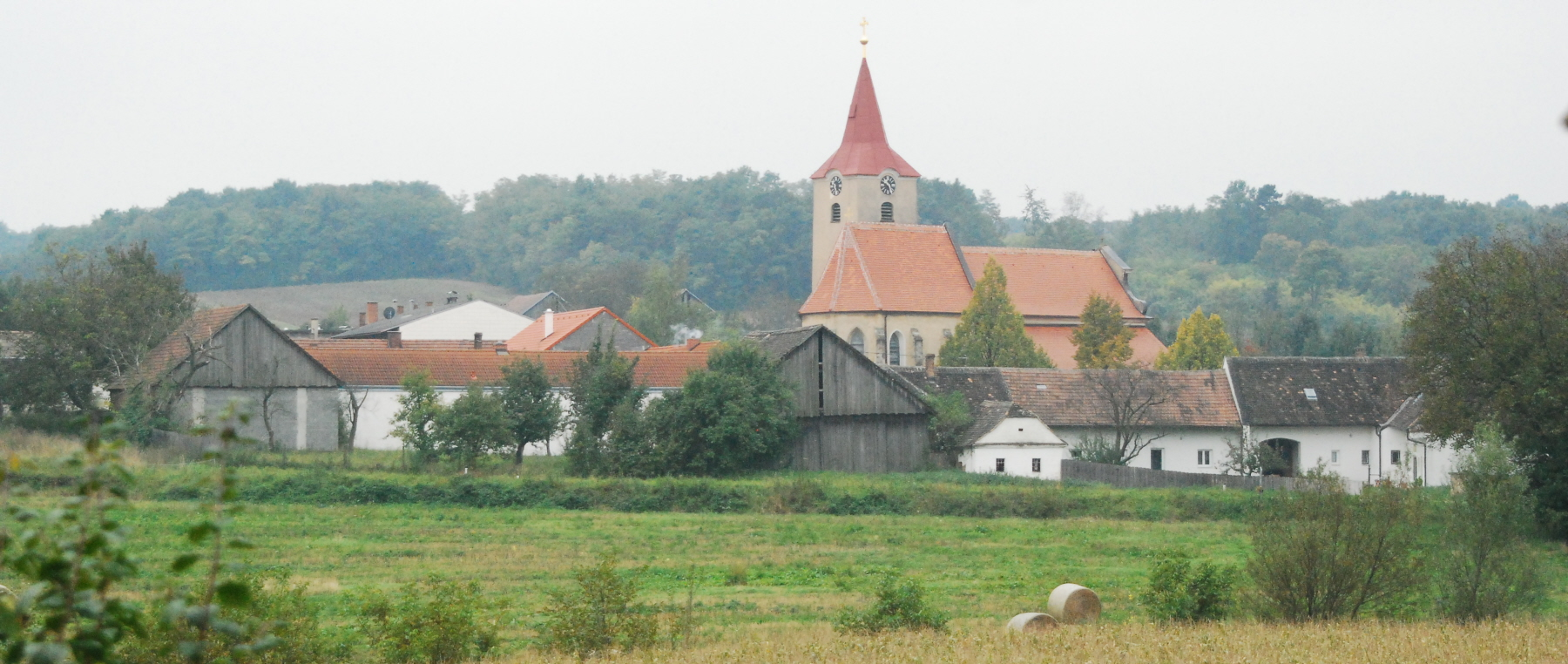
Der Ort Groß mit der Pfarrkirche

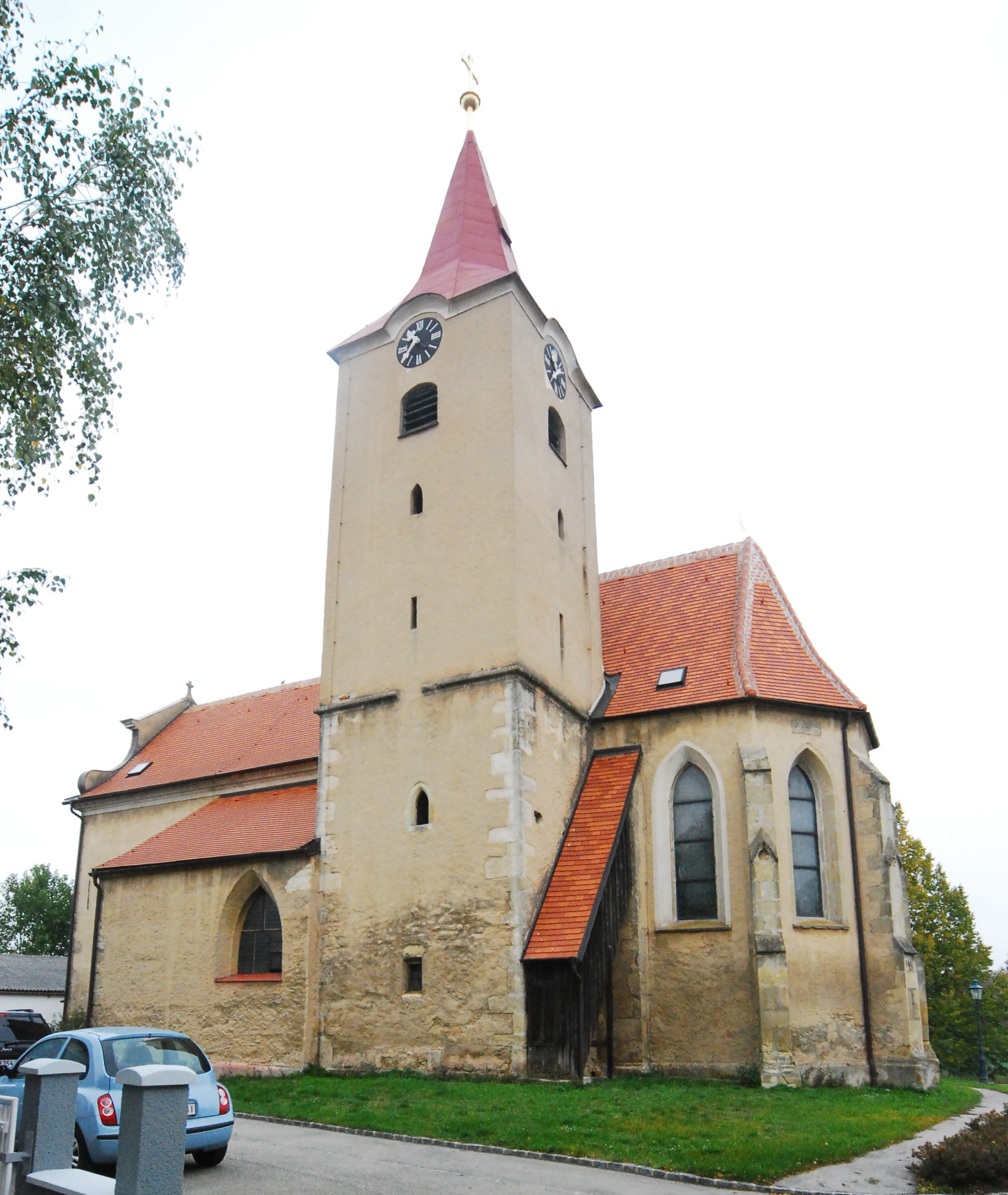
Pfarrkirche hl. Veit

Die römisch-katholische Pfarrkirche Groß (Patrozinium: hl. Veit) ist eine im Kern romanische und barockisierte Saalkirche mit hochgotischem Südturm und im Kern gotischen Kapellenanbauten. Sie befindet sich in der Ortsmitte von Groß und gehört zum Dekanat Hollabrunn. Die erste Kirchweihe und Erhebung zur Pfarrkirche wurde 1141 urkundlich genannt.

## Äußeres
Vom romanischen Kern des Langhauses sind Eckquader bis zur ursprünglichen Bauhöhe und südseitig ein rundbogiges, abgefastes Portalgewände erhalten. Im 17. Jahrhundert wurde das Langhaus im barocken Stil erhöht. Es verfügt über Volutengiebel mit Dreieckspitzen aus der ersten Hälfte des 18. Jahrhunderts oberhalb der Fassade sowie über eine barocke Portalvorhalle. Im Norden sind gotische Anbauten unter einem Pultdach, östlich eine quadratische Kapelle aus der ersten Hälfte des 15. Jahrhunderts. Die Kapelle hat barocke Rechteckfenster und wurde in der zweiten Bauphase gegen Westen um zwei Joche erweitert. Diese Erweiterung hat Spitzbogenfenster und eine Vierpassluke sowie ein genutetes Portal aus dem 18. Jahrhundert. Südseitig befindet sich ein gotischer, zweijochiger Sakristei- oder ursprünglicher Kapellenanbau unter einem Pultdach. Der eingezogene, zweijochige Chor mit Fünfachtelschluss wurde um 1400 erbaut und verfügt über abgetreppte Strebepfeiler mit Giebel- und Maßwerkblenden, Spitzbogenfenster und eine ehemalige Öffnung zur Gruft im Scheitel des Sockels. Im nördlichen Winkel ist der Chor durch einen barocken Einbau aus dem dritten Viertel des 18. Jahrhunderts erweitert. Der um 1400 begonnene Südturm beim Chor hat ein vermauertes Spitzbogenfenster, rechteckige und spitzbogige Schlitzfensterchen, barocke Rundschallfenster und Uhrengiebel sowie einen Pyramidenhelm.

## Inneres
An eine kreuzgratgewölbte Vorhalle schließt ein schlichtes Langhaus an, wo an der Westwand noch die ursprüngliche romanische Bauhöhe durch einen Rücksprung erkennbar ist. Das Langhaus hat über einer barocken Wanderhöhung über einem kräftigen Gesimse eine gekehlte Flachdecke aus dem Ende des 17. Jahrhunderts mit einem spätbarocken Stuckspiegel. Die schlichte Orgelempore wurde um 1900 eingebaut. Der eingezogene spitzbogige abgefaste Triumphbogen entstand um 1400. Die Nordwand des Langhauses hat zwei gedrückte Rundbogenarkaden zu den seitenschiffartigen Nebenräumen, der östliche quadratische Raum um 1400 ist eine kreuzgratgewölbte Kapelle mit Schlussstein über Absenklingen. Der zweijochige Chor mit Fünfachtelschluss hat ein Kreuzrippengewölbe, welches in parallel aufgereihten Absenklingen in nasenförmigen verzierten Abfasungen übergehend das umlaufende Kaffgesims durchstößt und oben mit reliefierten Schlusssteinen Adler, Lamm Gottes und Christusbüste abschließt. Im ersten Chorjoch rechts ist ein profiliertes Sakristeiportal mit Schulterbogen um 1500 mit einem beschlagenen Holztor und links ein barockes Portal aus dem 18. Jahrhundert mit einem rautenförmige aufgedoppeltem Holztor. Im Chorschluss ist eine Sessionsnische mit vegetabiler Einfassung und einem Maßwerkschleier um 1400 und eine kleine Spitzbogennische mit Dreipassbogen. Die Boden der Kirche ist mit Kelheimer Platten ausgelegt. Die Sakristei im Turmerdgeschoß hat ein nasenförmig abgesetztes Kreuzrippengewölbe mit einer Schlusssteinrosette um 1400, der anschließende Anbau ein zweijochiges abgefastes Kreuzrippengewölbe aus dem 15. Jahrhundert. Ein nördlicher Anbau mit Stichkappentonne für die Stiege zur Kanzel ist aus dem zweiten Viertel des 18. Jahrhunderts. Die Glasmalerei der Heiligen Anna und Markus schuf 1893 Eduard Kratzmann und der Heiligen Georg und Regina schuf 1910 E. Zseller.

## Ausstattung
Der Hochaltar mit Tabernakelaufbau wurde Ende des 18. Jahrhunderts geschaffen. Er hat eine marmorierte, klassizistische Säulenädikula mit Dreiecksgiebel und Attikaaufsatz und zeigt im Altarblatt das Bild Martyrium des heiligen Veit. Der Kapellenaltar hat ein Schnitzkruzifix um 1700 und einen Adorationsengel aus dem 18. Jahrhundert. Die runde Kanzel aus dem dritten Viertel des 18. Jahrhunderts ist mit Evangelistensitzfiguren und Reliefs der Kirchenväter ausgestattet. Den Schalldeckel krönt die Figur des Guten Hirten. Eine Schnitzfigur des heiligen Johannes Nepomuk stammt aus der zweiten Hälfte des 18. Jahrhunderts. Der spätgotische polygonale Taufstein ist gotisch. Die Kommunionsbank aus dem zweiten Viertel des 18. Jahrhunderts besteht aus Sandstein. Das Gestühl ist neobarock. Die Kreuzwegbilder sind aus der zweiten Hälfte des 19. Jahrhunderts. Das Vortragskreuz ist aus dem 19. Jahrhundert.
Die Orgel mit dem Gehäuse im Stil der Neorenaissance baute Franz Capek um 1900. Es gibt eine Rotmarmorgrabplatte Gelabrunner 1503 mit Wappenrelief.

## Glocken
| Nr. | Name           | Nominal | Gewicht (kg) | Durchmesser (cm) | Gussjahr | Gießer          |
| 1   | Älteste Glocke |         | 22,4         |                  | 1634     | David Wesnitzer |
| 2   | Stahlglocke    |         |              |                  | 1920     |                 |
| 3   | Bronzeglocke   | ais     | 396          |                  | 1950     | St. Florian     |
| 4   | Bronzeglocke   | fis     | 793          |                  | 1950     | St. Florian     |

### Vor 1917
Vor dem Ersten Weltkrieg hatte die Pfarrkirche Groß vier Glocken:
1. Glocke mit der Aufschrift „Davit Wesnizer in Wien gos mich in 1634“. Diese Glocke ist erhalten und wird als Zügenglöcklein verwendet.
2. Glocke mit einem Gewicht von 131 kg, einem Durchmesser von 61 cm, der Aufschrift „Ulrich Scheichel goß mich in Wien anno 1753“ und dem Bildnis der Heiligen Johannes der Täufer und Sebastian.
3. Glocke mit einem Gewicht von 230 kg, der Aufschrift „In Znaim anno 1811 goß mich Anton Aufheimer“ und vier Reliefs: ein Kruzifix und die Heiligen Florian, Vitus und Donatus.
4. Glocke mit einem Gewicht von 62 kg, einem Durchmesser von 49 cm, der Aufschrift „Mich goß Barth. Kaffl, k.k. Hofglockengießer in Wien 1848“ und einer Darstellung des Erzengels Michael.

Am 24. Mai 1917 wurden die beiden jüngeren Glocken vom Baumeister Alois Geist aus Theras abgenommen und für Kriegszwecke verwendet. Sie wurden am Pfingstmontag, dem 28. Mai 1917 vor dem Gottesdienst abtransportiert. Für ein Kilogramm Glockenmetall wurden vier Kronen bezahlt und in einem Glockenfonds angelegt, der zur Anschaffung neuer Glocken nach dem Krieg dienen sollte.

### 1917 bis 1945
Als Ersatz für die beiden im Jahre 1917 eingeschmolzenen Glocken ließ die Gemeinde im Jahre 1920 durch einen Uhrmacher in Wullersdorf eine Stahlglocke anfertigen, sodass die Kirche nun über drei Glocken verfügte.
Am 26. Februar 1942 wurde die Glocke aus dem Jahre 1753 ohne finanzielle Gegenleistung als „Metallspende des deutschen Volkes“ beschlagnahmt, von der Firma Neumayer aus Hollabrunn abgenommen und eingeschmolzen. Auch die älteste und kleinste der drei Glocken sollte abgeliefert werden, wogegen man für die Stahlglocke aus dem Jahre 1920 keine Verwendung hatte. Gegen den Abtransport der kleinen Glocke setzte sich der Pfarrer zunächst zur Wehr. Als die Ablieferung urgiert wurde, erklärte die Haushälterin des Pfarrers, sie würde gleichzeitig mit der Glocke einer anderen Kirche aus dem Dekanat mitgeliefert werden. Beim Abtransport jener Glocke vergaß man die kleine Glocke aus Groß, sodass sie auch den Zweiten Weltkrieg überlebte.

### Nach 1945
Im Jahre 1955 wurden zwei neue Bronzeglocken für 46.000 Schilling bestellt und von der Glockengießerei in St. Florian geliefert. Für sie wurde ein neuer Glockenstuhl für 6000 Schilling angeschafft.
Die kleinere der beiden neuen Glocken trägt die Inschrift „Ich grüße dich zur Stund mit Gabriella Mund. Ave! Pfarre Gross 1955“ und die Darstellungen der Immaculata und des heiligen Vitus.
Die größere Glocke trägt die Inschrift „Du Sieger, du König, unser erbarme Dich! Den Gefallenen der Pfarrgemeinde Gross. Gross 1955“ und die Darstellung des Auferstandenen.
Die Glockenweihe erfolgte am 21. August 1955.

## Pfarrhof
Der Pfarrhof steht nördlich der Pfarrkirche. Der Rechteckbau mit einem hohen Walmdach wurde am Ende des 18. Jahrhunderts erbaut. Hakenförmig schließt ein Wirtschaftstrakt an.